# وريد مثاني
الأوردة المثانية هي إحدى روافد الأوردة الحرقفية الغائرة.

## وصلات خارجية
- Vesical+veins في قاموس إي ميديسين